# Chost (miasto)

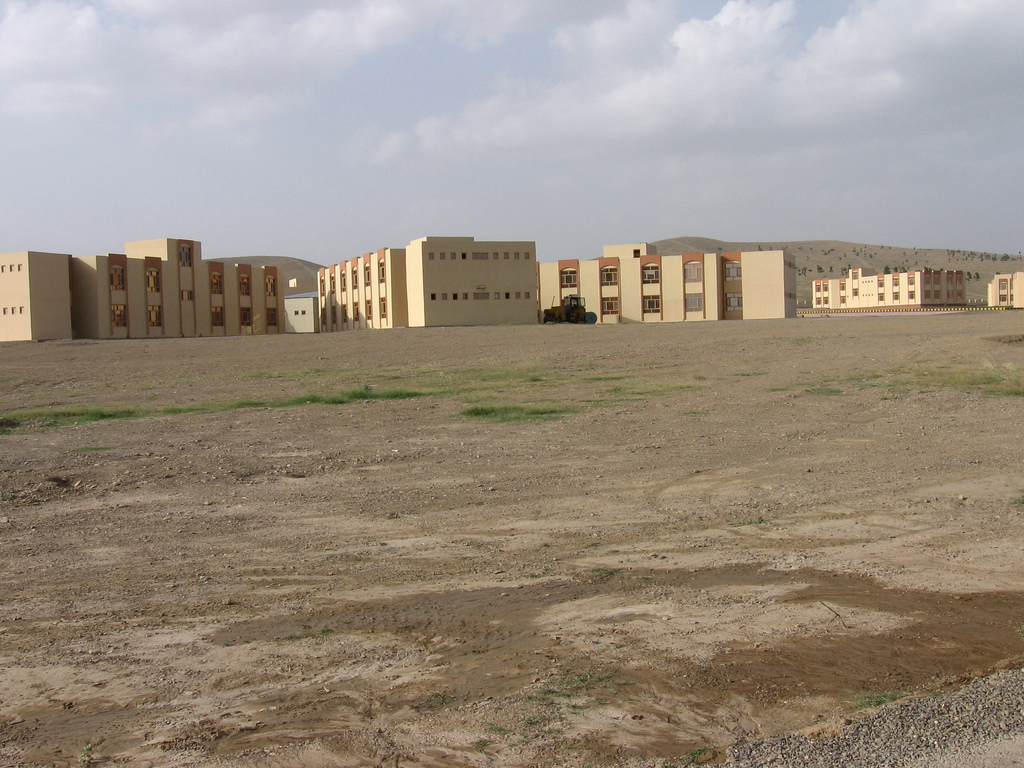
Uniwersytet w Chost

Chost (paszto ‏خوست‎, pers. ‏خوست‎) – miasto w południowo-wschodnim Afganistanie. Jest stolicą prowincji Chost. Według szacunków w 2021 roku liczyło prawie 159 tys. mieszkańców. W mieście znajdują się uniwersytet Shaikh Zayed oraz lotnisko - Khost Airfield.
W czasie interwencji radzieckiej w Afganistanie było oblegane przez mudżahedinów a w celu jego odblokowania Armia Czerwona przeprowadziła operację Magistrala.